# Hohenneuffen (Schonwald)
Das Gebiet Hohenneuffen ist ein mit Verordnung vom 25. September 2015 durch die Körperschaftsforstdirektion Tübingen ausgewiesener Schonwald (Schutzgebiet-Nummer 200319) in Baden-Württemberg.

## Lage
Der Schonwald umfasst die Wälder rund um die Burgruine Hohenneuffen sowie die Wälder nördlich und südlich des Blauer-Rank-Weges im Gebiet des Wilhelmsfelsens. Er liegt im Staatswald des Forstamts Esslingen und im Stadtwald Neuffen innerhalb der Pflegezone des Biosphärengebiets Schwäbische Alb. Im Staatswald umfasst er die Abteilungen 1 bis 4 des Distriktes 60 »Hohenneuffen«. Im Stadtwald Neuffen umfasst
er teilweise die Abteilungen 1 und 2 des Distriktes 2 »Bauerlochberg«.
Der Schonwald ist Teil des FFH-GebietsNr. 7422-311 Alb zwischen Jusi und Teck sowie des Vogelschutzgebiets Nr. 7422-441 Mittlere Schwäbische Alb. Er hat einen kleinen Anteil am Naturschutzgebiet Neuffener Heide.

## Schutzzweck
Der Schutzzweck des Schonwaldes ist gemäß Schutzgebietsverordnung die Erhaltung, Pflege und Verjüngung standortstypischer naturnaher Waldgesellschaften (Buchen- und Steppenheidewald) sowie die Erhaltung und Sicherung des Vorkommens der Lebensraumtypen und der Lebensstätten von Arten im Sinne der FFH-Richtlinie 92/43/EWG und der Vogelschutzrichtlinie 79/409/EWG. Im Schonwald bestehen Vorkommen der Waldlebensraumtypen Waldmeister-Buchenwald, Orchideen-Buchenwald, Hang- und Schluchtwald und Kalkfelsen mit Felsspaltenvegetation sowie zum Beispiel Lebensstätten der prioritären Arten Spanische Flagge und Alpenbock.

## Betreuung
Wissenschaftlich betreut wird der Schonwald durch die Forstliche Versuchs- und Forschungsanstalt Baden-Württemberg (BVA).